# سوسک‌های لاشه‌خوار
سوسک‌های لاشه‌خوار یا پتومافاگوس (انگلیسی: Ptomaphagus) یک سرده از سوسک‌های لاشه‌خوار کوچک در تیرهٔ سوسک‌های قارچ گرد است. دست‌کم ۵۰ گونهٔ توصیف‌شده در این سرده وجود دارد.